# McLean (Nebraska)
McLean – wieś w Stanach Zjednoczonych, w stanie Nebraska, w hrabstwie Pierce.